# منطقه حفاظت‌شده رئیسی
منطقهٔ حفاظت‌شدهٔ رئیسی یک منطقهٔ حفاظت‌شده با مساحت ۷۲۱۴ هکتار است که در استان خراسان رضوی در ایران قرار دارد. این منطقهٔ حفاظت‌شده طبق مصوبهٔ شمارهٔ ۶۹۶ در تاریخ ۱۳۸۵/۱/۱۹ در فهرست مناطق تحت حفاظت سازمان محیط زیست ایران قرار گرفت.
رئیسی منطقه‌ای کویری شامل دشت، تپه‌ماهور و مسیل‌های پراکنده است و این عامل بر تنوع زیستی منطقه، افزوده است. پوشش گیاهی منطقه دارای تنوع زیاد بوده و در آن گیاهانی چون ورک، درمنه، گل‌گندم و… وجود دارند. قسمت‌هایی از منطقه را جنگل‌های تاغ، پوشانده است. حیوانات این منطقه، شامل آهو (زیر گونه یارقند)، گرگ، روباه و…، انواع خزندگان، نظیر انواع مارها، مارمولک، لاک‌پشت و…، و انواع پرندگان بومی از قبیل شاهین، بالابان، عقاب، قرقی، هوبره و… می‌باشد.

## ویژگی‌ها
محدوده، منطقه حفاظت‌شده رئیسی، منطقه‌ای کویری با ترکیبی از دشت، تپه‌ماهور و مسیل‌های پراکنده که رودخانه کال‌شور از شمال آن می‌گذرد و این عامل بر تنوع زیستی منطقه، افزوده است. پوشش گیاهی منطقه متنوع است.

## موقعیت
منطقهٔ حفاظت شدهٔ رئیسی از شمال به کال‌شور، و از شرق به جادهٔ شوسهٔ روستای همایی، در جنوب از روستای همایی تا شاه‌بخش و از این نقطه تا امتداد جادهٔ صعب‌العبور تا روستای درخت سنجد و در امتداد همان جاده به گل‌چشمه، آخور و ارغش تا قاسم‌آباد و از غرب به جادهٔ روستای قاسم‌آباد تا پل کال‌شور، محدود می‌شود. از حدود ۱۹ کیلومتری جنوب نیشابور، منطقهٔ رئیسی، شروع می‌شود. این منطقه حدود ۵۰ هزار هکتار وسعت دارد.